# Moritz Wesemann
Moritz Linus Wesemann, född 10 maj 2002, är en tysk simhoppare.

## Karriär
Vid simhopps-EM 2025 i Antalya tog Wesemann guld i enmeterssvikten samt guld i parhopp från tremeterssvikten tillsammans med Timo Barthel. Han tog även silver i mixedlag tillsammans med Lena Hentschel, Pauline Pfeif och Ole Rösler samt brons i tremeterssvikten.